# Señal de ocupado
En telefonía, una señal de ocupado  o tono de ocupado (en inglés busy signal, o busy tone) es una señal audible o visual que indica al interlocutor que no ha podido establecerse la conexión solicitada con el destinatario de la llamada.
Hay diversos tipos de señales de ocupado: 
- Un tono de restablecimiento (reorder tone), que informa que no hay líneas disponibles para establecer comunicación con el número marcado;
- Una señal de ocupado que informa que el número marcado está comunicando o no se encuentra disponible;
- Un tono de fin de llamada, para indicar que la otra persona ha colgado.

Los tonos de señalización que actúan como «señales de ocupado» difieren entre países. En la mayoría de los casos consisten en tonos a una velocidad de entre 60 y 120 pulsos por minuto (BPM, acrónimo inglés de Beats per Minute). 
En América del Norte, se emplean dos tonos de 480 Hz y 620 Hz a 60 BPM. Anteriormente, antes de la adopción del sistema PreciseTone, generalmente se utilizaba como tono de ocupado el mismo tono de llamada, con idéntica frecuencia. 
En el Reino Unido, el tono de ocupado consiste en un tono único de 400 Hz, con un período de 0,375 s. Se adoptó a finales de la década de 1960 y sustituyó al anterior tono de ocupado, también de 400 Hz, pero con la mitad de frecuencia.